# رسوایی جنسی الیوت اسپیتزر
رسوایی جنسی الیوت اسپیتزر در ۱۰ مارس ۲۰۰۸ هنگامی که روزنامه نیویورک تایمز در گزارشی اعلام کرد الیوت اسپیتزر فرماندار دمکرات ایالت نیویورک مشتری یک سرویس روسپی گری به نام باشگاه امپراتوران است. این موضوع سرانجام باعث استعفا اسپیتزر از فرمانداری نیویورک درتاریخ ۱۷ مارس ۲۰۰۸ شد.

## رسوایی
اسپیتزر در سوگندنامه خود در دادگاه فدرال آمریکا اعلام کرد در تاریخ ۱۳ فوریه ۲۰۰۸ ترتیب ملاقاتی در هتل مای فلاور شهر واشنگتن با یکی روسپی به نام کریستین (یک آمریکایی، ریز اندام، سبزه، با۱۶۷ سانتیمتر قد و ۴۷ کیلوگرم وزن) را داده است. بعدها مشخص شد کرسیتن درحقیت اشلی داپر ۲۲ ساله است. درمکان قرار، اسپیتزر مبلغ ۴۳۰۰ دلار را به صورت نقدی پرداخت کرد. که ۱۰۰۰دلار به عنوان بیعانه به باشگاه پرداخت شد. اسپیتزر در دفتر مهمانان هتل به جای نام خود، به نام جرج فاکس امضا کرد که یک اسم مستعاراوست.اسپیتزر دست کم هفت بار رابطه جنسی در مدت شش ماه با اعضای باشگاه داشته است وبیش از ۱۵٬۰۰۰ دلار را صرف هزینه روابط جنسی خود کرده است.
تجسس در این مورد زمانی آغاز شد که نورث فورک بانک معاملات مشکوکی را به سازمان مالیات بردرآمد گزارش کرد.مطابق قوانین آمریکا معاملات بیش از ۱۰٬۰۰۰ دلار باید گزارش شوند.